# UNITER 1993-1994
Ediția a III-a a Premiilor UNITER a avut loc în 1994 la Teatrul Național din București.

## Nominalizări și câștigători

### Cea mai bună piesă românească a anului 1993
- Spitalul special de Iosif Naghiu – reprezentată la Teatrul Bacovia, Bacău și la TVR[1]